# Tortura mèdica
La tortura mèdica fa referència a la intervenció i participació activa dels professionals mèdics en actes de tortura, ja sigui per conèixer el que les víctimes puguin arribar a suportar, per aplicar els tractaments que intensifiquin la tortura, o com a tortura pròpiament dita. La tortura mèdica pot implicar l'ús dels coneixements mèdics del professional per facilitar l'interrogatori, el càstig corporal per experimentació humana o l'autorització i aprovació de la tortura a presoners. El terme també abasta experimentació científica (o pseudocientífica) sobre éssers humans reticents a aquestes pràctiques.

## Ètica mèdica i lleis internacionals
S'accepta que la tortura mèdica viola els principis ètics que qualsevol professional se suposa ha de respectar:
- En el Jurament Hipocràtic s'especifica que la pràctica se cenyirà al benefici dels malalts. Aquesta declaració es tradueix com "aniré pel benefici dels malalts, abstenint de tot error voluntari i corrupció". Aquestes afirmacions s'emmarquen dins dels principis ètics de beneficència i no maleficència.
- Com a resposta a l'experimentació nazi amb presoners humans, que va ser declarada en els Judicis de Nuremberg com "crims contra la humanitat", l'Associació Mèdica Mundial va desenvolupar la Declaració de Gènova per suplantar el ja antiquat Jurament Hipocràtic. La Declaració de Gènova demana als professionals mèdics que afirmin: "Jo (el professional), mantindré el màxim respecte per la vida humana des del seu inici fins i tot sota amenaça, i no faré servir el meu coneixement mèdic en contra de les lleis de la humanitat".
- Els judicis de Nuremberg també van portar al codi de Nuremberg, que explícitament esbossa els límits del que és una experimentació mèdica acceptable.
- La quarta convenció de Gènova de 1949 prohibeix directament la tortura dels presoners de guerra i els no combatents.
- La Declaració de Tokio1 (1975) de l'Associació Mèdica Mundial estableix una sèrie d'afirmacions específiques contra la tortura, incloent que "el doctor no ha de tolerar, obviar o participar en la pràctica de la tortura".
- La Convenció de les Nacions Unides contra la Tortura no només es refereix a l'equip mèdic, i prohibeix la pràctica de la tortura sota cap circumstància. El text explícitament estableix que no existeix excepció a aquest tractat sota la qual es permeti la tortura.
- Els principis de l'ètica mèdica de les Nacions Unides referides al paper del personal sanitari en la protecció de presoners i detinguts contra tortura i qualsevol altre tractament cruel, inhumà o degradant, o càstig (ONU, 1982), es refereix específicament als treballadors mèdics però no hi ha cap mecanisme per assegurar la seva aplicació.

## Casos documentats
- Entre 1937 i 1945, personal mèdic japonès pertanyent a la Unitat 731 va participar en la tortura i assassinat de més de deu mil xinesos, russos, nord-americans, i altres presoners de guerra durant la Segona Guerra Sinó-Japonesa.[1]
- Durant la Segona Guerra Mundial, el règim nazi a Alemanya va practicar l'experimentació mèdica humana en un elevat nombre de persones recloses en els camps de concentració. Cal destacar els experiments del Dr. Josef Mengele a Auschwitz.[2]
- Els cirurgians japonesos també van practicar la vivisecció per torturar presoners nord-americans en diverses illes del Pacífic.[3]
- Hillary Clinton, Secretària d'Estat dels Estats Units va reconèixer i va oferir disculpes per un estudi d'investigació realitzat entre 1946 a 1948, en què sense consentiment es van exposar a 15005 guatemalencs internats en presons locals a prostitutes infectades amb sífilis o gonorrea com a part d'un experiment, l'objectiu era buscar les dosis de penicil·lina que produirien profilaxi i / o cura d'aquestes malalties.[4]
- S'han dut a terme nombroses reivindicacions sobre l'ús de la teràpia electroconvulsiva i les lobotomies prefrontals, així com altres tractaments psiquiàtrics similars, que a vegades han estat executats no en interès dels pacients, sinó com a càstig per mals comportaments o per fer al pacient més fàcil de manejar. El clàssic exemple d'això és el que passava a l'hospital Lake Alice, a Nova Zelanda, a principis dels anys 70. Els nens i adolescents de l'hospital eren castigats per rutina amb un tractament electroconvulsiu. Alguns governs, com el de Noruega i Nova Zelanda, han estat des de llavors pagant les teràpies dels que el van patir. L'OMS ha demanat que es prohibeixi la electroconvulsió no modificada, i afirma que en cap de les seves formes hauria de ser un tractament utilitzat en nens.[5]

## Casos amb ajuda mèdica o professional
D'acord amb el Centre pels Drets Constitucionals, en la campanya de Cuidadors del Dolor (Healers Harm), professionals de la salut van ser còmplices de tortura i abusos dels detinguts durant l'anomenada "guerra contra el terrorisme» del President dels Estats Units George W. Bush. Els professionals de la salut són aquells que ha estat ensinistrats o llicenciats en la professió de curar, incloent: metges, psiquiatres, examinadors metges, psicòlegs i infermers. Totes aquestes professions van estar implicades en tortura i abús de presoners a presons secretes i centres militars de detenció de la CIA, com és el cas de Guantánamo, Afganistan i l'Iraq. Entre altres coses, aquests professionals de la salut:
- Van realitzar tàctiques abusives i van legitimar falsament el seu ús.
- Van aconsellar als interrogadors en els mètodes d'abús que s'aprofiten de les vulnerabilitats dels presos.
- Van usar procediments mèdics per ferir presoners.
- Van mesurar el dolor i monitorar interrogatoris que arriscaven deixar als presoners en necessitat de tractament.
- Van comprovar que els presoners fossin capaços de sobreviure a més abusos.
- Van condicionar el tractament mèdic o de salut mental en cooperació amb els interrogatoris.
- Van compartir informació confidencial dels pacients que va ser usada per ferir als presos.
- Van ocultar proves de tortura i abusos.
- Van fer els ulls grossos a un tracte cruel.

Els Consells de llicenciatura estatals i les associacions professionals tenen la responsabilitat de defensar l'ètica mèdica i mantenir els professionals mèdics responsables de la seva participació en l'abús. Fins a la data, cap d'aquests cossos ha estat investigat per - fins i tot en alguns casos ni tan sols han admès - la conducta abusiva de membres individuals en les seves professions. El 2009, després d'anys de negar-ho, l'Associació Psicològica Americana va reconèixer finalment que els psicòlegs eren en realitat part integral de la política de tortura del govern de Bush. Alguns van criticar a l'APA per no respondre a les acusacions de "col·lusió entre funcionaris de l'APA i l'aparell de seguretat nacional en la prestació de cobertura ètic per a la participació de psicòlegs en l'abús de detinguts." 8
Encara que l'Associació Mèdica Americana ha deixat clar que els metges no han de participar en interrogatoris de cap tipus, segueixen insistint que «no es té coneixement específic de metges involucrats en abusos o tortures», tot i les abundants proves que sap el contrari per els documents i notes del govern i l'Oficina d'Assessoria Legal, un informe del Comitè Internacional de la Creu Roja i diversos comptes dels supervivents.
Altres comptes de complicitat mèdica o professional en tortura inclou:
- El psicòleg cap del SERE ("Supervivència, Evasió, Resistència i Escape"), el Coronel Morgan Banks, va emetre una guia a principis de 2003 per als "consultors de ciències conductuals", que va ajudar a dissenyar l'estratègia d'interrogació del Guantánamo tot que ha negat emfàticament que ell defensés l'ús de les tècniques del SERE per descompondre els detinguts. El New Yorker, assenyala que al novembre de 2001, Banks va ser destinat a l'Afganistan, on va passar quatre mesos a la base aèria de Bagram, «donant suport a les operacions de combat contra Al-Qaida i els talibans».
- Un informe de 2005 Human Rights Watch suggereix que la tortura era una rutina en el govern iraquià designado.11
- El doctor J.C. Carothers, psiquiatre britànic colonial de Kenya, has estat implicat en el disseny de l'interrogatori dels presoners Mau Mau.
- De manera similar, s'ha donat a entendre que el primer ministre provisional iraquià, el doctor Ayad Allawi va violar la seva obligació d'ètica mèdica, mentre servia com a cap d'Europa Occidental de la policia secreta per al govern Baath ista de Saddam Hussein. No obstant això, les mateixes fonts al·leguen que Allawi havia abandonat la seva educació mèdica en aquest punt i el títol de metge «li va ser conferit pel partit Baath».[7][8]

## A la ficció
- L'actor Michael Palin dona vida a un metge torturador en la pel·lícula Brazil, de Terry Gilliam.
- En l'adaptació de la novel·la de George Orwell 1984, el protagonista, Winston Smith, és sotmès a tortura per la policia del pensament.
- L'actor Gregory Peck interpreta al Dr. Josef Mengele a Els nens de Brasil, de Franklin J. Schaffner.
- La pel·lícula Algú va volar sobre el niu del cucut, protagonitzada per Jack Nicholson, reflexiona sobre l'abús de les tècniques psiquiàtriques, incloent la teràpia electroconvulsiva i la lobotomia.
- En la sèrie 24 s'utilitzen formes variades de tortura mèdica (incloent al·lucinògens i injeccions) per obtenir confessions i informació de terroristes que suposen una amenaça.